# Pleurotaceae
Pleurotaceae là một họ nấm có kích thước nhỏ đến vừa, chứa 6 chi và 94 loài. Các thành viên của Pleurotaceae có thể bị nhầm lẫn là thành viên của Omphalotaceae. Có lẽ thành viên được biết đến nhiều nhất là nấm sò Pleurotus ostreatus.

## Hình ảnh

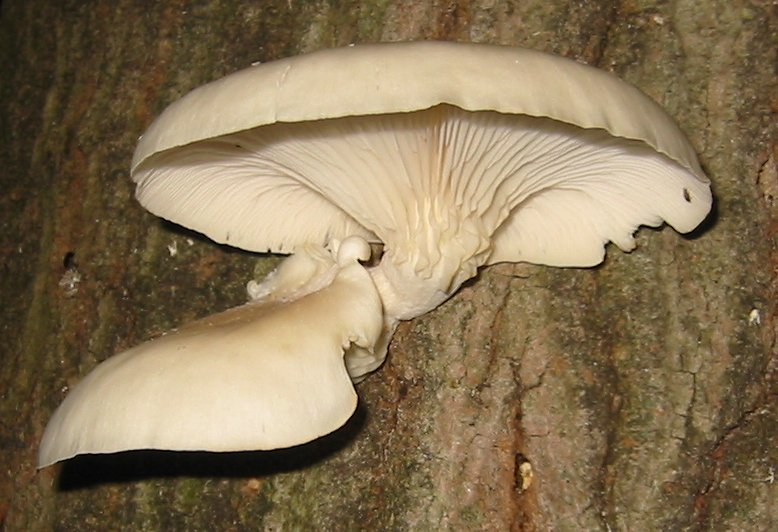
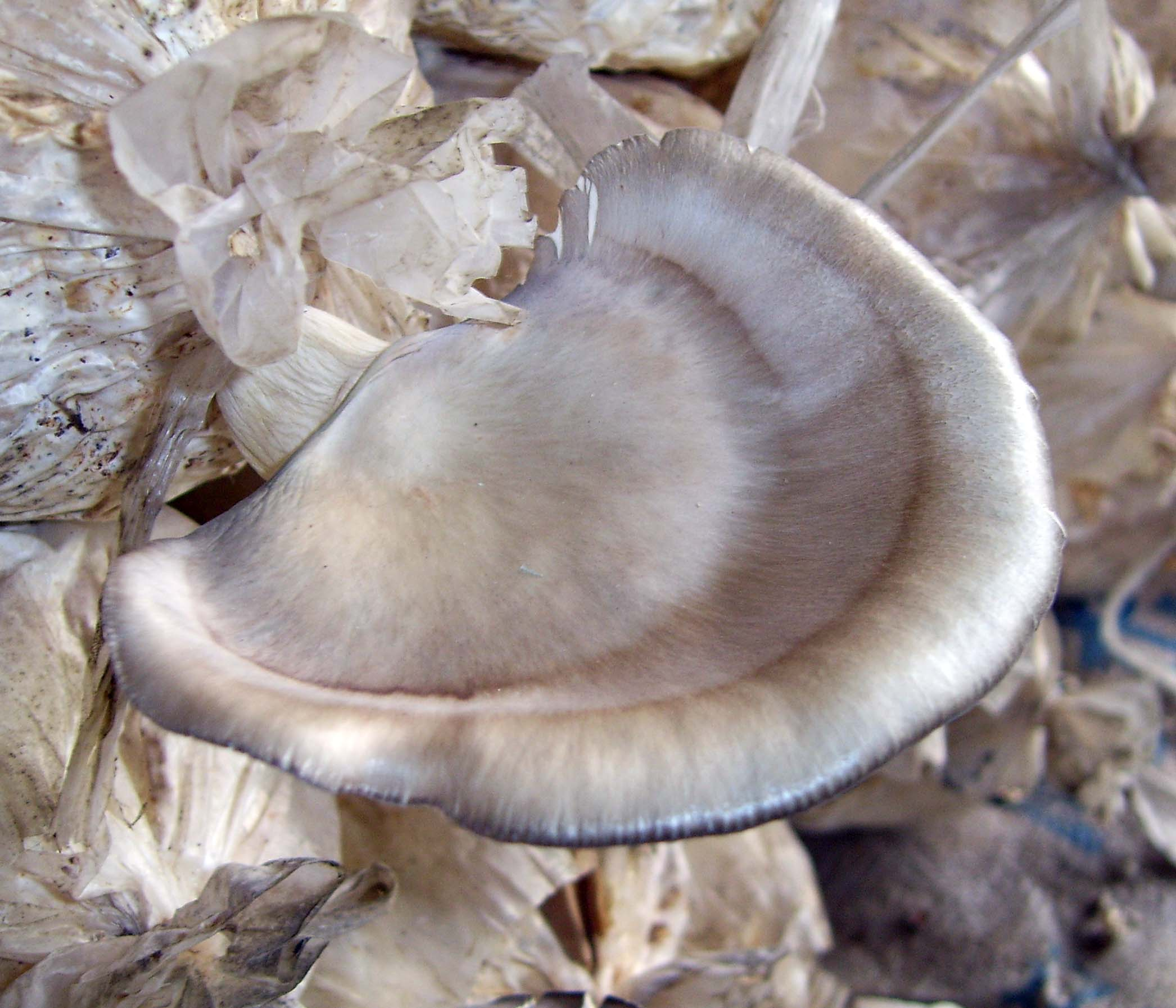
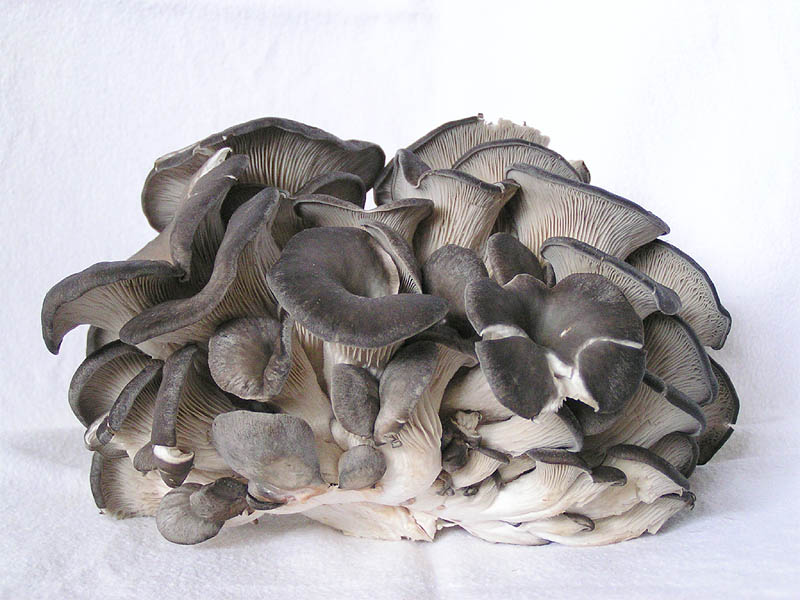